# Közbelépés (Így jártam anyátokkal)
A Közbelépés az Így jártam anyátokkal című televízió-sorozat negyedik évadának negyedik epizódja. Eredetileg 2008. október 13-án vetítették, míg Magyarországon 2010. április 26-án.
Ebben az epizódban Ted, Marshall, és Lily is költözködni készülnek, ahogy Robin is Japánba megy. Ennek hatására a felszínre törnek a régi emlékek, és az esetek, amikor közbelépéseket szerveztek egymásnak.

## Cselekmény
Az epizód elején Barney öregembernek maszkírozza magát, így próbál egy nőt felszedni: azt hazudja, hogy szexelnie kell a hamarosan az ajtón belépő fiatalabbik énjével, hogy az így megoldhassa a globális felmelegedés problémáját. Eközben a többiek pakolnak: Lily és Marshall az új lakásukba akarnak költözni, Ted Stellához, Robin pedig Japánba. Robin nem érti, mi ez az érzelgősség, mert ő fél óra alatt összepakolt. Ted és Marshall összevesznek azon, kinek kellene megfizetnie a kauciót. Marshall szerint Tednek kellene, mert az enciklopédiái miatt (amiket ő enciklopédiumnak hív) megsérült a fal és a plafon is (ez egy reneszánsz vásáron vett buzogány miatt). De Robin is kárt okozott, amikor nagyon részegen nagyon kanadainak gondolva magát összebalhézott Lilyvel. Ted szétválasztotta őket, ami Barney szerint sérti a Tesókódexet, és dühében beleüt a falba. 
Aztán kiderül, hogy a kandalló felett van egy égésnyom is. Ennek a történetét Jövőbeli Ted meséli el. Barátjuk, Stuart, a Claudiával kötött házassága alatt alkoholista lett, és ezért egy közbelépést szerveztek neki. Ennek sikere után egyre több alkalommal történt meg ugyanez: egyszer Marshall nevetséges kalapja miatt, egyszer Lily kamu akcentusa miatt, Robin barnulásfüggősége miatt, és Barney bűvészmániája miatt. Miután a legutolsó alkalommal kigyullad a molinó a kandalló felett, rájöttek, hogy túl sok közbelépést rendeztek. 
Nem sokkal később Ted talál egy dobozt, amiben egy közbelépés kellékei vannak. Megkérdezi a többiektől, hogy ez mire való, és ők elmondják, hogy ezt ők szervezték, mert szerintük elhamarkodottan akarta elvenni Stellát. A benne lévő üzeneteket fel akarja olvastatni velük, de egyedül csak Marshallét tudja, aki amiatt aggódott, hogy Ted és Stella nem is ismerik egymást igazán. De már nem gondolja így, és áldását adja rájuk. 
Később Barney még mindig öregembernek maszkírozva szédíti a csajokat, ami a többiek szerint nevetséges és túlzó. Megfogadják, hogy minden héten félretesznek egy kis pénzt, és a végén megveszik a 2500 dolláros whiskyt, ami a bárban található. Időugrással a jövőbeláthatjuk, hogy meg is veszik, meg is kóstolják, ám semmivel nem tűnik jobbnak, mint a 10 dolláros whisky. 
Az epizód végén egy közbelépést szerveznek Barneynak, a túlzásba vitt öregemberes trükk miatt, aki megjátssza, hogy nem hallja őket. 

## Kontinuitás
- Barney a kedvenc számát használva 83 évesnek mondja magát.
- Barney ismét megmutatja, hogy 30 év feletti nők nem érdeklik ("Tricikli")
- Ted kényszeres kijavítgatása ismét megnyilvánul, amikor enciklopédiumnak nevezi az egy darab enciklopédiát.
- Marshall és Lily a "Beboszetesza" című részben veszik észre, hogy az új lakásuk a szennyvíztelep mellett van, a "Spoilerveszély" című részben pedig, hogy annak lejt a padlója.
- Ted a Tesókódex 29-es pontját sérti meg, amikor szétválasztja a verekedő lányokat.
- Először említik meg a Glen McKenna whiskyt.

## Jövőbeli utalások
- A későbbi epizódokban számos közbelépést láthatunk még ("Jó helyen, jó időben", "Ó, Drágám!", "Apu, a fergeteges", "A Tesóeskü", "A ló túloldalán")
- Barney kamu orvos karaktere, Dr. Grosbard "A Stinson család" című részben is említésre kerül.
- A jövőben játszódó jelenetben Ted ujján nincs jegygyűrű, ami előrevetíti a későbbi történéseket.

## Érdekességek
- Az utolsó évadban a karakterek hatalmas felhajtást csinálnak a Glen McKenna whisky körül, itt azonban nem tartják többre, mint az olcsóbb whiskyket.

## Vendégszereplők
- Matt Boren – Stuart
- Virginia Williams – Claudia
- Charlene Amoia – Wendy a pincérnő
- Emily Foxler – Claudette
- Michael Christian Alexander – közbelépés-vezető
- Declan Beaty – Gilbert Abergast
- Michelle Gunn – Mrs. Abergast
- Alex Lombard – Amber
- Shaila Vaidya – Cindy

## Zene
- The 88 – Coming Home

## Fordítás
- Ez a szócikk részben vagy egészben  az   Intervention (How I Met Your Mother) című angol Wikipédia-szócikk ezen változatának fordításán alapul.  Az eredeti cikk szerkesztőit annak laptörténete sorolja fel. Ez a jelzés csupán a megfogalmazás eredetét és a szerzői jogokat jelzi, nem szolgál a cikkben szereplő információk forrásmegjelöléseként.